# Tree River
Tree River är ett vattendrag i Kanada.   Det ligger i territoriet Nunavut, i den centrala delen av landet, 3 200 km nordväst om huvudstaden Ottawa.
Omgivningarna runt Tree River är i huvudsak ett öppet busklandskap. Trakten runt Tree River är nära nog obefolkad, med mindre än två invånare per kvadratkilometer.